# The Unquestionable Truth (Part 1)
A The Unquestionable Truth (Part 1) a Limp Bizkit együttes ötödik stúdióalbuma, amely 2005-ben jelent meg az Interscope kiadónál.
Számlista:
1. The Propaganda
2. The Truth
3. The Priest
4. The Key
5. The Channel
6. The Story
7. The Surrender

Közreműködött:
- Fred Durst – ének, gitár, dalszöveg, adminisztratív producer
- Wes Borland – gitár, albumborító
- Sam Rivers – basszusgitár
- John Otto – dob (The Channel)
- Sammy Siegler – dob (The Propaganda, The Truth, The Priest, The Story)
- DJ Lethal – lemezjátszó, billentyű, effekt, programozás, hangzásjavítás
- Ross Robinson – producer